# Алексєєв Євген Володимирович
Євген Володимирович Алексєєв (нар. 28 листопада 1985, Пушкін) — російський шахіст, гросмейстер (2002 рік), Чемпіон Росії 2006 року. Гросмейстер Росії (7 лютого 2012 року).
Чемпіон Росії серед юнаків до 14 років 1998 і 1999 років.
Переможець Всесвітньої дитячої шахової Олімпіади 2000 року.
У 2001 році Алексєєв посів друге місце на Чемпіонаті Санкт-Петербурга і виграв турнір в Тель-Авіві. 2002 року переміг на меморіалі Олександра Петрова та в «Хооговен-опен». У 2002 році отримав звання гросмейстер.
У грудні 2006 року Євген Алексєєв завоював звання Чемпіона Росії. Суперфінал 59-го Чемпіонату Росії відбувся в Москві з 3 по 15 грудня. Євген Алексєєв і Дмитро Яковенко набрали по 7,5 очок. Щоб визначити чемпіона вони зіграли між собою дві партії у швидкі шахи. Перша партія завершилася внічию, а в другій перемогу здобув Алексєєв і став Чемпіоном Росії з шахів.
У лютому 2007 року Євген Алексєєв, набравши 7 очок з 9 можливих, виграв представницький традиційний турнір «Аерофлот опен 2007». Завдяки цьому він виборов право зіграти на супертурнірі Дортмунд 2007, на якому поділив друге-четверте місця.
На січень 2010 року Алексєєв мав рейтинг Ело — 2703, це 10-й рейтинг серед шахістів Росії і 34-й у світі.